# Referendum in Südafrika 1960
Das Referendum in Südafrika 1960 (afrikaans Suid-Afrikaanse referendum van 1960, englisch Referendum of the Republican Issue) war ein Referendum am 5. Oktober 1960. Die Abstimmung betraf die Frage, ob die Südafrikanische Union ihren Status als britisches Dominion beendet und in einen eigenständigen Staat mit der konstitutionellen Form einer Republik umgewandelt werden solle. Die mehrheitliche Zustimmung bewirkte den Austritt des Landes aus dem Commonwealth of Nations (Wiedereintritt 1994). Die legislative Handlungsgrundlage zur Abstimmung bildete der Referendum Act (Act No. 52 / 1960).

## Vorbereitungen
Im Januar 1960 kündigte der Premierminister Hendrik Frensch Verwoerd im Unterhaus (House of Assembly) an, dass seine Regierung die Absicht habe, ein Referendum über die Umwandlung des Staates in eine Republik abzuhalten. Seinem Vorhaben nach solle die Herrschaft der britischen Monarchie durch das Amt eines südafrikanischen Präsidenten als Staatsoberhaupt ersetzt werden.
Der damalige südafrikanische Außenminister Eric Louw nahm in Vertretung des erkrankten Premierministers an der Konferenz der Commonwealth Prime Ministers im Mai 1960 in London teil und berichtete offiziell über das Vorhaben seiner Regierung.
Der Entwurf des Referendum Act bestand aus einer Serie von Änderungen des 1946 beschlossenen Wahlgesetzes (Electoral Act). Schwarze und indischstämmige Bürger des Landes hatten keinen Einfluss auf die angestrebte Entscheidung, da sie von einer Stimmabgabe durch andere Gesetze ausgeschlossen waren. Für die Bevölkerungsgruppe der Coloureds votierten im Unterhaus die für sie handelnden weißen Parlamentsrepräsentanten.
In der parlamentarischen Debatte standen alle Sprecher der oppositionellen Gruppen zum Gesetzesentwurf kritisch, weil dieser nur für weiße Wähler eine direkte Stimmabgabe vorsah. Vertreter der Progressive Party und der Liberal Party folgten der Anregung aus den Reihen der United Party, dass nicht nur den registrierten Coloured-Wählern (über deren separate Liste und ihre Repräsentanten), sondern auch Asiaten und Afrikanern (Schwarze) die Möglichkeiten zur Artikulation ihrer Sicht auf Veränderung des Staates eingeräumt werden sollte. Der stellvertretende Innenminister Pieter Willem Botha antwortete im Unterhaus darauf, dass die National Party „das Prinzip, dass Weiße in Südafrika die Hüter der Nicht-Weißen sind“ bekräftigt „und dass es deshalb falsch ist, die Nicht-Weißen als Schiedsrichter in dieser Angelegenheit anzurufen“. Sir Villiers Graaff, der Vorsitzende der United Party, mahnte im Unterhaus an, dass ein Ausschluss der Coloured-Wähler nicht wünschenswert wäre. Seiner Meinung nach sollte eine Beratung mit den schwarzen Einwohnern stattfinden. Es wäre höchst unklug, in der schwierigen Lage (u. a. Massaker von Sharpeville) des Landes, eine so hoch umstrittene Verfassungsänderung zu planen.

## Abstimmung und Ergebnis
Die den Wählern in Afrikaans und Englisch gestellte Frage lautete:
Is u ten gunste van 'n Republiek vir die Unie?
Are you in favour of a Republic for the Union?
(Deutsch etwa: Sind Sie für eine Republik der [Südafrikanischen] Union?).
Diese Frage konnte auf dem Wahlzettel durch ein Kreuz mit Ja oder Nein beantwortet werden.
Auf der Wählerliste des Referendums befanden sich 1.800.748 Personen. Abgegeben wurden 1.626.336 gültige Stimmen. Ferner gab es 7.436 ungültige Stimmzettel. Die Beteiligung lag demzufolge bei 90,7 %.
Nach den gültigen Stimmen sprachen sich in den Regionen Oranje-Freistaat 77 %, Transvaal 56 %, Kapprovinz 50 %, Natal 24 % sowie im Mandatsgebiet Südwestafrika 62 % der Wähler für einen künftigen Republikstatus aus.
Mit der Auswertung der Ergebnisse zeichnete sich ein differenziertes Bild ab, insbesondere ergab sich ein deutlicher Gegensatz zwischen ländlichen und städtisch geprägten Gebieten der Südafrikanischen Union. Auch innerhalb der Regionen zeigten sich auseinanderstrebende Tendenzen. In Natal, im Osten der Kapprovinz, den Ballungszentren von Transvaal und in der westlichen Kapregion hatten die Wähler weitgehend gegen die Republik gestimmt. Zusätzlich wurde ein geteiltes parteipolitisches Stimmungsbild zur Frage der künftigen staatlichen Abgrenzung Südafrikas erkennbar. Die Unterstützer und Mitglieder (vorwiegend Buren) der National Party votierten überwiegend für die Republik und die der anderen Parteien tendenziell dagegen.
| Provinz                         | Für     | Für   | Gegen   | Gegen | Ungültige | Gesamt    | Wahl- berechtigte | Beteiligung |
| Provinz                         | Stimmen | %     | Stimmen | %     | Ungültige | Gesamt    | Wahl- berechtigte | Beteiligung |
| ------------------------------- | ------- | ----- | ------- | ----- | --------- | --------- | ----------------- | ----------- |
| Kapprovinz                      | 271.418 | 50,15 | 269.784 | 49,85 | 2.881     | 544.083   | 591.298           | 92,02 %     |
| Natal                           | 42.299  | 23,78 | 135.598 | 76,22 | 688       | 178.585   | 193.103           | 92,48 %     |
| Oranje-Freistaat                | 110.171 | 76,72 | 33.438  | 23,28 | 798       | 144.407   | 160.843           | 89,78 %     |
| Südwestafrika                   | 19.938  | 62,39 | 12.017  | 37,61 | 280       | 32.235    | 37.135            | 86,80 %     |
| Transvaal                       | 406.632 | 55,58 | 325.041 | 44,42 | 3.257     | 734.930   | 818.047           | 89,84 %     |
| Gesamt                          | 850.458 | 52,29 | 775.878 | 47,71 | 7.904     | 1.634.240 | 1.800.426         | 90,77 %     |
| Quelle: Direct Democracy, SAIRR |         |       |         |       |           |           |                   |             |

Ergebnisse nach Provinzen (Prozent Ja-Stimmen)

Im Ergebnis des Referendums sprach sich eine Mehrheit von 52,3 % für die Gründung einer Republik Südafrika aus. Demzufolge schlug der Premierminister Verwoerd in der Sitzung des Unterhauses am 23. Januar 1961 vor, ein Gesetz zur Errichtung der Republik Südafrika zu beschließen. Der Republic of South Africa Constitution Act (Act No. 32 / 1961) erlangte noch in derselben Sitzungsperiode Rechtskraft. In dessen Folge war eine Person in das neue Präsidentenamt der Republik zu wählen, das am 10. Mai 1961 mit dem bisherigen Generalgouverneur Charles Robberts Swart besetzt wurde.
Der 31. Mai 1961 wurde mit Inkrafttreten des Republic of South Africa Constitution Act zum nationalen Feiertag Republic Day.

## Demografischer Hintergrund
Gemäß dem Special Report 234 der damaligen Regierung, der die Ergebnisse der Volkszählung vom 6. September 1960 darlegte, sah die demografische Situation in Südafrika zu diesem Zeitpunkt wie folgt aus:
| Bevölkerungsgruppe                    | Personenzahl (Quelle: SAIRR: Survey 1962, S. 64) | Sprachen |
| ------------------------------------- | ------------------------------------------------ | --- |
| Weiße                                 | 3.067.638                                        | Englisch und Afrikaans                                                                                                 |
| Coloured                              | 1.488.267                                        | überwiegend Afrikaans                                                                                                  |
| Asiaten (überwiegend Indischstämmige) | 477.414                                          | überwiegend Englisch, daneben Tamil (ca. 51 %), Hindi (ca. 30 %), Gujarati (ca. 7 %), Telugu (ca. 6 %), Urdu (ca. 5 %) |
| Afrikaner (Schwarze)                  | 10.807.809                                       | indigene Sprachen, siehe nächste Tabelle                                                                               |
| Gesamt                                | 15.841.128                                       | |

| Bevölkerungsgruppe Weiße | Kapprovinz 32,5 % | Natal 11,2 % | Transvaal 47,4 % | OFS 8,9 % |

Nach den zu dieser Zeit, bzw. gemäß Census 1960 erfassten Gruppen innerhalb der afrikanischen Bevölkerung sah die ethnische Verteilung so aus:
| Gruppen der afrikanischen Bevölkerung | Personenzahl (Quelle: SAIRR: Survey 1961, S. 84) | Sprachen                                |
| ------------------------------------- | ------------------------------------------------ | --------------------------------------- |
| Xhosa                                 | 3.423.000                                        | IsiXhosa                                |
| Zulu                                  | 2.959.000                                        | isiZulu                                 |
| Nordsotho                             | 1.122.000                                        | Sotho-Tswana-Sprachen                   |
| Südsotho                              | 1.089.000                                        | Sotho-Tswana-Sprachen                   |
| Tswana                                | 863.000                                          | Setswana                                |
| Tsonga                                | 366.000                                          | Xitsonga                                |
| Swasi                                 | 301.000                                          | Siswati                                 |
| Venda                                 | 195.000                                          | Tshivenda                               |
| Süd-Ndebele                           | 162.000                                          | Süd-Ndebele                             |
| Nord-Ndebele                          | 47.000                                           | Nord-Ndebele                            |
| Andere                                | 280.000                                          | verschiedene indigene Sprachen/Dialekte |
| Gesamt                                | 10.807.000                                       |                                         |

## Nachwirkungen
Anlässlich der jährlichen offiziellen Festveranstaltungen zum Gründungstag der Republik gab es während der Zeit der Apartheid immer wieder Protestaktionen aus den Kreisen der Bevölkerungsgruppen, die durch Verfassung und Gesetze der Republik an der Mitbestimmung gehindert oder von einer Mitwirkung ausgeschlossen waren. Im Jahre 1981, das 20. Jubiläum der Republikgründung, riefen 55 Organisationen zum Boykott der Festveranstaltungen auf. Gewerkschaften, Kirchen, Studenten- und Schülerorganisationen, Black-Conciousness-Gruppen, lokale Aktivistengruppen sowie politische Organisationen im Exil verurteilten die Festivitäten. Kritik wurde an der Republik Südafrika geübt, sie sei ein undemokratischer, autoritärer Staat, der die Mehrheit der Südafrikaner unterdrücke. An einigen Orten wurde die damalige Staatsflagge öffentlich verbrannt und an ihrer Stelle die des ANC demonstrativ gehisst.